# 二氫乳清酸脫氫酶
二氢乳清酸脱氢酶（DHODH）是由人类16号染色体上的DHODH基因编码的酶。由该基因编码的酶在嘧啶的从头合成（de novo synthesis）中催化第四步酶促步骤，即泛醌介导的二氢乳清酸氧化为乳清酸。该蛋白是位于线粒体内膜（IMM）外表面的线粒体蛋白。这种酶的抑制剂用于治疗自體免疫性疾病，如类风湿性关节炎。

## 结构
不同类型DHODH在辅因子含量，寡聚状态，亚细胞定位和膜结合方面具有不同性质。这些DHODH突变体根据总体序列比对分为两类：胞质类1和膜结合类2。在1类DHODH中，半胱氨酸残基催化氧化反应，而在2类中，丝氨酸起催化作用。在结构上，1类DHODHs也可以分为两个亚类，其中一个形成同型二聚体，富马酸盐作为其电子受体，另一个形成异四聚体其电子受体为NAD +。第二个亚类包含含有铁硫簇和黄素腺嘌呤二核苷酸（FAD）的额外亚基（PyrK）。同时，2类DHODHs使用辅酶Q /泛醌作为其氧化剂。在高等真核生物中，这类DHODH含有N-末端双组份信号，其包含约30个残基的两亲性线粒体靶向序列和疏水跨膜序列。靶向序列负责这种蛋白质在IMM上的定位，并介导穿过线粒体内外膜的ΔΨ驱动的运输，而跨膜序列对于其插入IMM是必不可少的。该序列与一对α螺旋相邻，α1和α2通过短环连接。总之，这一对螺旋形成一个疏水漏斗，作为泛醌的插入位点，与C-末端的FMN结合腔一起发挥作用。两个末端结构域通过外环直接连接。 C末端结构域是两个中较大的一个，并折叠成保守的α/β桶状结构，其中八个平行β链被八个α螺旋包围。

## 功能
人类DHODH是一种无处不在的FMN黄素蛋白。在细菌（基因为pyrD）中，它位于胞质膜的内侧。在一些酵母中，如酿酒酵母（基因为URA1），它是一种胞质蛋白，而在其他真核生物中，它存在于线粒体中。它也是位于线粒体而不是细胞质中的嘧啶生物合成途径中唯一的酶。

## 临床价值
已证明疫调节药物特立氟胺和来氟米特免可抑制DHODH。人类DHODH有两个结构域：包含活性位点的α/β桶结构域和形成通道活性位点的开口的α螺旋结构域。已显示来氟米特在该隧道中结合。来氟米特用于治疗类风湿性关节炎和银屑病关节炎以及多发性硬化症。其免疫抑制作用归因于T细胞嘧啶供应的耗尽或更复杂的干扰素或白细胞介素介导的途径，但仍需要进一步的研究。
此外，DHODH可能在维甲酸N-（4-羟基苯基）视黄酰胺（4HPR）介导的癌症抑制中发挥作用。特立氟胺或用RNA干扰表达抑制DHODH活性导致转化的皮肤和前列腺上皮细胞中的ROS产生减少，从而导致细胞凋亡。
已经显示该基因中的突变引起米勒综合征，也称为Genee-Wiedemann综合征，Wildervanck-Smith综合征或轴向后颊部肌肉痛（POADS）。